# Пулитцеровская премия за специальный репортаж
Пулитцеровская премия за специальный репортаж — номинация Пулитцеровской премии, существовавшая в 1985—2006 годах. Изначально носила оригинальное название Pulitzer prize for specialized Reporting и присуждалась корреспондентам, специализирующимся на спорте, бизнесе, науке, образовании и религии. В 1991 году номинацию переименовали в Pulitzer prize for beat reporting и стали вручать за пример любой специализированной корреспонденции. С 2007 года номинацию заменили категорией «За освещение локальных новостей».

## Лауреаты
| Год  | Издание                  | Лауреат                          | Комментарий |
| ---- | ------------------------ | -------------------------------- | --- |
| 1985 | Macon Telegraph and News | Рэндалл Сэвидж и Джеки Кросби    | За глубокий анализ академической и спортивной сфер в Университете Джорджии и Технологическом институте Джорджии.                                                                            |
| 1986 | The Pittsburgh Press     | Эндрю Шнайдер и Мэри Пэт Флаэрти | За расследование грубых нарушений и несостоятельности института трансплантации органов в США.                                                                                               |
| 1987 | New York Times           | Алекс С. Джонс                   | За умелый и деликатный обзор «Падение дома Бингхэм» о разногласиях в семье влиятельных газетных магнатов, которые привели к продаже медиаимперии.                                           |
| 1988 | Wall Street Journal      | Уолт Богданич                    | За леденящую серию репортажей о неудачных испытаниях в американских медицинских лабораториях.                                                                                               |
| 1989 | Orange County Register   | Эдвард Хьюмс                     | За подробный репортаж о военном ведомстве Южной Калифорнии. |
| 1990 | Albuquerque Journal      | Тамар Штибер                     | За настойчивую репортёрскую работу, которая продемонстрировала связь редкого заболевания крови с безрецептурной пищевой добавкой L-триптофаном, что привело к отзыву партии по всей стране. |

| Год  | Издание                  | Лауреат                        | Комментарий |
| ---- | ------------------------ | ------------------------------ | --- |
| 1991 | New York Times           | Натали Анжер                   | За захватывающие и красноречивые репортажи по различным научным темам. |
| 1992 | Sacramento Bee           | Дебора Блум                    | За серию статей «Войны обезьян», в которой рассматриваются сложные этические и моральные вопросы, связанные с исследованиями приматов. |
| 1993 | Wall Street Journal      | Пол Инграссия и Джозеф Б. Уайт | За часто эксклюзивные репортажи о кризисах в управлении General Motors. |
| 1994 | Detroit News             | Эрик Фридман и Джим Митзелфелд | За въедливые репортажи, которые раскрыли вопиющие злоупотребления расходами Мичиганского налогового управления. |
| 1995 | Boston Globe             | Дэвид Шрибман                  | За аналитические репортажи о событиях в Вашингтоне и в стране. |
| 1996 | Newsday                  | Боб Килер                      | За детальное описание прогрессивного местного католического прихода и его прихожан. |
| 1997 | Seattle Times            | Байрон Акохидо                 | За репортажи об аэрокосмической промышленности, в частности, всестороннее расследование проблем рулевого управления самолётов Boeing 737, что способствовало введению новых норм Федеральным управлением гражданской авиации США с целью серьёзных улучшений.                       |
| 1998 | New York Times           | Линда Гринхаус                 | За регулярное красноречивое освещение работы Верховного суда США. |
| 1999 | Los Angeles Times        | Чак Филипс и Майкл А. Хилтзик  | За статьи о коррупции в индустрии развлечений, включая истории про подлог в благотворительной сфере, спонсируемый Национальной академией искусств и науки звукозаписи, а также нелегальные программы детоксикации для богатых знаменитостей и возрождение практики пэйола на радио. |
| 2000 | Saint Paul Pioneer Press | Джордж Дорманн                 | За его волевые репортажи вопреки негативной реакции читателей, которые выявили академическую непорядочность в мужской баскетбольной программе Университета Миннесоты. |
| 2001 | New York Times           | Дэвид Кей Джонстон             | За проницательные и инициативные репортажи, которые раскрыли недостатки и лазейки в американском налоговом законодательстве, а также сыграли важную роль в проведении реформ. |
| 2002 | New York Times           | Гретхен Моргенсон              | За острое и глубокое освещение тем, связанных с Уолл-стрит. |
| 2003 | Baltimore Sun            | Диана К. Сагг                  | За увлекательные, зачастую едкие статьи, освещающие сложные медицинские проблемы на примере жизнеописания людей. |
| 2004 | Wall Street Journal      | Даниэль Голден                 | За веские и тщательно подтверждённые документально статьи о привилегиях при поступлении, предоставляемых детям выпускников и жертвователей в американских университетах. |
| 2005 | Wall Street Journal      | Эми Доксер Маркус              | За мастерское повествование о пациентах, их врачах и семьях, которое освещало зачастую незаметные аспекты жизни людей, победивших рак. |
| 2006 | Washington Post          | Дана Прист                     | За неутомимые и усердные отчёты о секретных тюрьмах ЦРУ и других противоречивых аспектах правительственной контртеррористической кампании. |